# Пергаменти (спев)
„Пергаменти“ су религиозни спев српске књижевнице Јеле Спиридоновић Савић, објављен 1923. у београдској издавачкој кући С. Б. Цвијановић. Спев је обликован као духовна исповест Светог Саве, коју је наводно пронашао монах Стратоник на згаришту спаљеног манастира у 19. веку. Текст је настао током турбулетног периода промене културних образаца и моралних вредности у међуратном периоду, када је значајан број српских књижевника излаз из духовне кризе видео у средњовековној традицији. Поред утицаја српске религиозно-националне мисли, спев је настао и под снажним утицајем „Часловца”, збирке песама аустријског песника Рајнера Марије Рилкеа.
„Пергаменти” су наишли на широко интересовање књижевне критике након изласка. Оцене његове уметничке вредности су биле различите. Винавер је сматрао да је Савина екстаза, како ју је оцртала књижевница, фриволна, каћиперска и овлашна, док су, са друге стране, за Јована Дучића „Пергаменти” били једна од: „најлепших књига на нашем језику и нешто најбоље што је дала наша поезија генерације после рата”.

## Радња спева
Спев започиње оквирним наративом, којим се објашњава порекло Савиног рукописа. Оквирни наратив се одиграва у манастиру Клисури 1814, и исприповедан је од стране монаха Стратоника. Он је већ седам година у манастиру где покушава да оствари дубљи додир са Богом кроз молитву, али осећа да му то не успева. Једног јутра у манастир пристиже монах Јероним. Јероним саопштава да је једини преживели калуђер манастира Светог Симеона, који су спалили Турци, јер су крили Хаџи Продана Глигоријевића. Стратоник заједно са монасима Варнавом и Пајсијем путује до манастирског згаришта, где проналазе тучани ковчежић. Када су се вратили у манастир, Стратоник у ковчегу проналази пергаменте које почиње да преводи сваке ноћи.
Пергаменте је записао Свети Сава у манастиру Ватопед 1194. Сава описује живот у манастиру, своју браћу монахе, борбу са сопственим слабостима, сећа се догађаја из детињства када је пао са коња, итд. Посебно разрађена епизода је долазак рањеног витеза Гилберта на манастирска врата. Сава се присећа да је као дечак, док је био паж на двору свог оца, угостио овог младића заједно са другим крсташима које је предводио Фридрих Барбароса. Гилберт се исповеда Сави. Прича му о крсташком походу, своме рањавању, а потом о визији у коме је видео да ће Срби кроз векове пасти под власт источних освајача и да ће тек кроз неколико векова успети да се ослободе. Сава причешћује Гилберта, који потом умире. Убрзо Сава добија визију где му три галеба доносе три руже. Он одлази код монаха Сергија да га пита о значењу визије. Сергије му саопштава да је то знак да је Богу драг и да те руже симболизују три највећа Божја дара: сиромаштво, љубав и смрт. Сава се повлачи и строго пости седам дана, након чега му се јавља Бог који му саопштава да мора да сиђе међу српски народ где га чека чињење Божјих дела.

## Осврт критике
Књижевни критичари и други ствараоци имали су подељен однос према књижевној и естетској вредности спева „Пергаменти”. Непосредно након изласка у Српском књижевном гласнику штампан је анонимни приказ позитивно интониран, у коме је истакнуто да спев доноси један нови, религиозно-мистични акценат у поезији Јеле Савић Спиридоновић, али и у српској поезији уопште.
Станислав Винавер је написао негативну рецензију. Он је истакао интертекстуалну везу између њене поезије и Рилкеа, али и да:
Мистицизам гђе Савић нема у себи довољно почетне, тамне горчине, он је у ситним и невиним цвастима, он је некако каћиперски кокетан, а простота му је један partipris префињене кокетарије.
Иако је приказ био негативан, Виванер је истакао да у спеву има „стихова вандредно љупких, милујућих”.
Са друге стране, Јован Дучић је високо ценио „Пергаменте”, те се у предговору за њену другу збирку „Вечите чежње” осврнуо на спев речима:
Ја волим њену религиозну и дубоку инспирацију у „Пергаментима”, који су за мене једна од најлепших књига на нашем језику и нешто најбоље што је дала наша поезија генерације после рата.
После Другог светског рата „Пергаменти” су заједно са другим делима Јеле Савић Спиридоновић пали у заборав. Важни послератни есеј о њеном стваралаштву написао је Радомир Константиновић у својој капиталној, али и контроверзној, осмотомној књизи „Биће и језик”, где поставаља своју тезу о стваралаштву ове песникиње као трагични неспоразум мисаоног и поетског који се у њему находи. Константиновић се према стваралаштву Савић Спиридоновић односи махом негативно, а посебно оштар став заузима према „Пергаментима”, који су за њега пример:
текста написаног руком доктринарне власти а не песника: најдубљи пад и мистицизма и поезије ове невесте шумског дрвећа. Идеологизација мистицизма је баналан мотив немањићке, светосавске идеологије српске буржоазије.
На почетку 21. века Јована Реба заступа позитиван однос према спеву. Након што је из феминистичке позиције ступила у критичарски дијалог са негативном рецепцијом спева, закључује:
Еп „Пергаменти” првенствено припада религиозном дискурсу српске уметности, у уметничко-еволутивној линији од средњовековних хагиографија, преко предромантичарских житија у стиху, до Његошеве „Луче микрокозме”. Иако више представља сублимацију сазнања, импресија и интертекстуалне комуникације, више покушај поетизације сприритуалне екстазе (базиране на сижејној структури која није увек естетски уједначена), он је јединствен и оригинални пример уметничког мистицизма у српској књижевности. Књижевница је осликала Савину духовну икону, посебно осветливши психолошки процес његовог религиозног успења - од борби са сопственим слабостима, сумњама и греховима, до сједињења с Богом у апсолутном смирењу и буђењу свести о циљу који му је на земљи задат.

## Издања на српском језику
- Јела Спиридоновић Савић: „Пергаменти“; С. Б. Цвијановић, Београд, 1923.
- Јела Спиридоновић Савић: „Чежње“: изабрана дела; Службени гласник, Београд, 2012.

## Превод на италијански језик
Спев је на италијански језик превео Умберто Урбаназ-Урбани 1927.